# Drum național 57C
Der Drum național 57C (rumänisch für „Nationalstraße 57C“, kurz DN57C) ist eine Hauptstraße in Rumänien. 

## Verlauf
Die Straße zweigt in der Gemeinde Naidăș vom Drum național 57 nach Westen ab erreicht nach kurzem Verlauf auf rumänischem Gebiet die Grenze zu Serbien. Hier führt auf der serbischen Bundesstraße 18 ein Übergang nach dem 12 km entfernten serbischen Bela Crkva (Weißkirchen).
Die Länge der Straße in Rumänien ist in den gängigen Karten nicht verzeichnet, dürfte jedoch weniger als 1 Kilometer betragen.